# OFK Titograd
Omladinski Fudbalski klub Titograd ist ein 1951 in der montenegrinischen Stadt Podgorica gegründeter Fußballverein, welcher mit dem FK Budućnost und dem FK Zeta zu den bekanntesten Vereinen der Stadt gehört.

## Geschichte
Der OFK Titograd wurde 1951 als FK Mladost Podgorica gegründet. Diesen Namen trug der Verein bis 1960 sowie von 1991 bis 2018. Bis zur Unabhängigkeit Montenegros spielte er meist in den damals zweit- und dritthöchsten Spielklasse Jugoslawiens und später Serbien und Montenegros. 2006/07 war er Gründungsmitglied der höchsten montenegrinischen Spielklasse, der Prva Crnogorska Liga, doch schon in der Folgesaison 2007/08 stieg man als Letzter in die Druga Crnogorska Liga ab. Seit der Saison 2010/11 spielt der FK Mladost Podgorica wieder erstklassig.
Nach der Saison 2013 qualifizierte sich Mladost als Sechster erstmals für den Europacup. Größter Erfolg war die 2016 errungene Meisterschaft und anschließende Teilnahme an der Champions League, dort verlor man beide Spiele der 2. Qualifikationsrunde gegen Ludogorez Rasgrad. Seit 2018 nennt sich der Verein wieder OFK Titograd. 2021 stieg der Verein in die Druga Crnogorska Liga ab.

## Vereinsname
- 1951–1960 = Fudbalski klub Mladost Podgorica
- 1961–1991 = Omladinski Fudbalski klub Titograd
- 1991–2018 = Fudbalski klub Mladost Podgorica
- seit 2018 00 = Omladinski Fudbalski klub Titograd

## Erfolge
- Montenegrinischer Meister: 2016
- Montenegrinischer Pokalsieger: 2015
- Meister der Druga Crnogorska Liga 2009/10

## Europapokalbilanz
| Saison  | Wettbewerb            | Runde                  | Gegner            | Gesamt    | Hin     | Rück    |
| ------- | --------------------- | ---------------------- | ----------------- | --------- | ------- | ------- |
| 2013/14 | UEFA Europa League    | 1. Qualifikationsrunde | Videoton FC       | (a)2:2(a) | 1:2 (A) | 1:0 (H) |
| 2013/14 | UEFA Europa League    | 2. Qualifikationsrunde | FK Senica         | 3:2       | 2:2 (H) | 1:0 (A) |
| 2013/14 | UEFA Europa League    | 3. Qualifikationsrunde | FC Sevilla        | 1:9       | 0:3 (A) | 1:6 (H) |
| 2015/16 | UEFA Europa League    | 1. Qualifikationsrunde | Neftçi Baku PFK   | (a)3:3(a) | 2:2 (A) | 1:1 (H) |
| 2015/16 | UEFA Europa League    | 2. Qualifikationsrunde | FK Kukësi         | 3:4       | 1:0 (A) | 2:4 (H) |
| 2016/17 | UEFA Champions League | 2. Qualifikationsrunde | Ludogorez Rasgrad | 0:5       | 0:2 (A) | 0:3 (H) |
| 2017/18 | UEFA Europa League    | 1. Qualifikationsrunde | Gandsassar Kapan  | 4:0       | 1:0 (H) | 3:0 (A) |
| 2017/18 | UEFA Europa League    | 2. Qualifikationsrunde | SK Sturm Graz     | 1:3       | 1:0 (A) | 0:3 (H) |
| 2018/19 | UEFA Europa League    | 1. Qualifikationsrunde | B36 Tórshavn      | 1:2       | 0:0 (A) | 1:2 (H) |
| 2019/20 | UEFA Europa League    | 1. Qualifikationsrunde | ZSKA Sofia        | 0:4       | 0:4 (A) | 0:0 (H) |

Gesamtbilanz: 20 Spiele, 6 Siege, 5 Unentschieden, 9 Niederlagen, 18:34 Tore (Tordifferenz −16)

## Ehemalige Spieler
- Stevan Jovetić
- Predrag Mijatović
- Dejan Savićević